# Kiži
Kiži je malý ostrov v Oněžském jezeře. Na délku měří asi 7 km, na šířku 0,5 až 1 km.
Pozoruhodností je komplex dvou dřevěných kostelů a zvonice, zapsaných od roku 1990 do seznamu kulturních památek UNESCO - tzv. Kižský pogost. Starší z kostelů (Kostel Proměnění Páně, Preobraženský chrám) byl postaven v roce 1714 z borovicového dřeva bez použití jediného hřebíku. Mladší kostel Panny Marie Orodovnice pochází z roku 1764. Osmiboká zvonice byla postavena v roce 1862. Po roce 1960 zde sovětské úřady zřídily muzeum lidové architektury a přestěhovaly na ostrov stavby z jiných míst Karélie.